# Ácido sulfénico

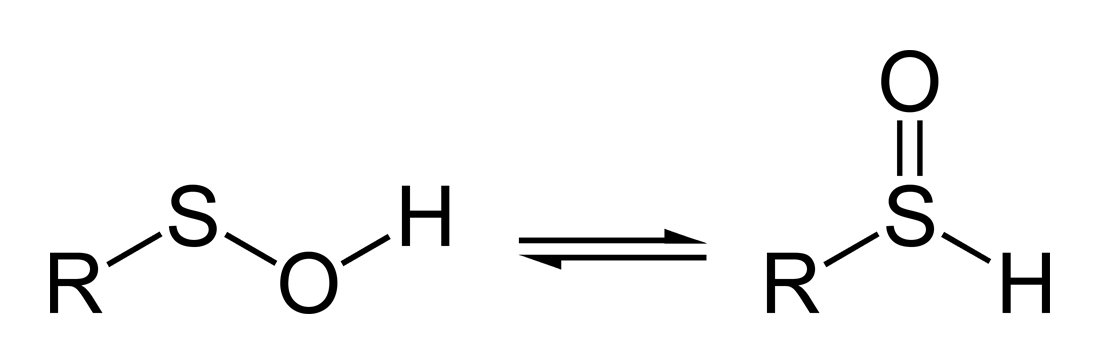
Formas tautoméricas de los ácidos sulfénicos. La estructura de la izquierda es la predominante

Los ácidos sulfénicos son compuestos organosulfurados de fórmula general R−S−OH . Pertenece a la familia de los oxiácidos organosulfurados, en la que también se incluyen los ácidos sulfínicos (R−S(=O)OH ) y ácidos sulfónicos (R−S(=O)
2OH ).  

## Propiedades
A diferencia de los ácidos sulfínico y sulfónico, los ácidos sulfénicos simples, como el ácido metanosulfénico, CH3SOH, son muy reactivos y no se pueden aislar, con la excepción del ácido1,1-dimetil-etansulfénico ((CH3)3CSOH), que se obtiene por pirólisis del di-t-butilsulfóxido. En la fase gaseosa, la vida media del ácido metanosulfénico es de aproximadamente un minuto. Mediante espectroscopia de microondas ( espectroscopia rotacional ) se descubrió que la estructura de la fase gaseosa del ácido metanosulfénico era CH3–S–O–H.  Los ácidos sulfénicos se pueden estabilizar mediante efectos estéricos, que evitan que el ácido sulfénico se condense consigo mismo para formar tiosulfinatos, RS(O)SR, como la alicina del ajo. Mediante el uso de difracción de rayos X, se ha demostrado que la estructura de dichos ácidos sulfénicos estabilizados es R–S–O–H.   También se ha  descubierto que el ácido1,1-dimetil-etansulfénico, estable y estéricamente impedido, tiene un pKa de 12,5 y una energía de disociación del enlace O-H de 301. ± 1 kJ/mol,  similar a la que presentan los peróxidos orgánicos, R-C-O-OH, con pKa próximo a 14, cuya energía de disociación del enlace O-H es del orden de 368  kJ/mol.  Los derivados de los ácidos sulfénicos, como sus ésteres (R-SO-R'), amidas (RSNH2) y los halogenuros (RSCl) son relativamente más estables.

## Formación y concurrencia natural

### Peroxirredoxinas
Las peroxirredoxinas son una familia de enzimas antioxidantes que controlan los niveles de peróxido inducido por citoquinas y, en consecuencia, median en la transducción de señales en células de mamíferos. Funcionan mediante la conversión de un residuo de cisteína en ácido sulfénico, que seguidamente, se convierte en un disulfuro mediante reacción con otro residuo de cisteína.

### Ajo y cebolla
Los ácidos sulfénicos se producen por la descomposición enzimática de la aliína y compuestos relacionados, cuando se produce daño tisular en ajos, cebollas y otras plantas del género Allium. El ácido 1-propenosulfénico, que se forma cuando se cortan las cebollas, es rápidamente reordenado por una segunda enzima, la sintasa, dando lugar sulfóxido de tiopropanal. Se cree que el ácido 2-propensulfénico, formado a partir de alicina, es responsable de la potente actividad antioxidante del ajo.
Finalmente, los ácidos sulfénicos están relacionados con las reacciones químicas que se desencadenan al cortar la cebolla. Las glándulas lagrimales se irritan por el producto final de las reacciones, el sulfóxido de tiopropanal, que provoca irritación de la mucosa ocular y lagrimeo.

### Propiedades químicas

Dioctadecil 3,3'-tiodipropanoato: La oxidación al sulfóxido y el posterior mecanismo de eliminación interna genera un ácido sulfénico. Este material se utiliza como estabilizador de polímero, protegiéndolo del envejecimiento por calor a largo plazo.

Los sulfóxidos pueden sufrir eliminación térmica mediante mecanismos de eliminación interna (mecanismo Ei) para producir vinil-alquenos y ácidos sulfénicos: 
{\displaystyle {\ce {R-S(O)CH2CH2-R' -> R-SOH + CH2=CH-R'}}}
Los compuestos que reaccionan de esta manera se utilizan como estabilizadores de polímeros donde protegen contra el envejecimiento por calor a largo plazo.  Son populares las estructuras basadas en ésteres de tiodipropionato.
Los ligandos a base de sulfenato se encuentran en el sitio activo de las nitrilohidratasas. Se considera que el grupo S=O es el nucleófilo que actúa con el grupo nitrilo.

## Otros compuestos sulfenilo

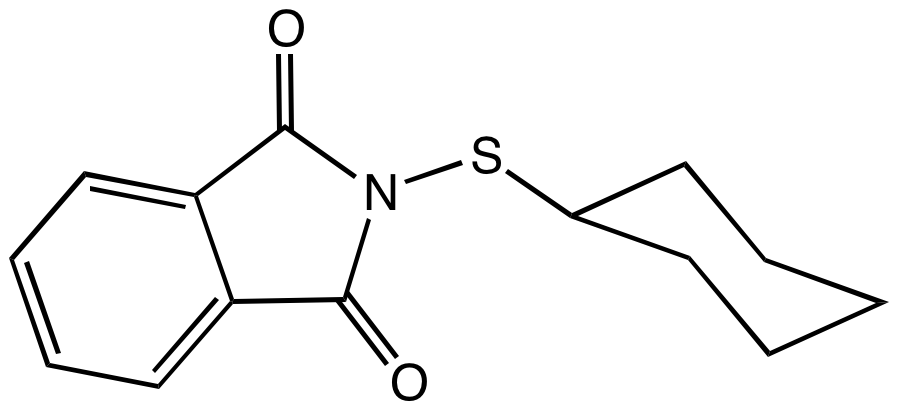
La ciclohexiltioftalimida es un ejemplo de sulfenamida, otro derivado más del ácido sulfénico.

El prefijo sulfenilo en la nomenclatura orgánica indica la presencia del grupo RS, donde R corresponde a cualquier sustituyente distinto de H. Un ejemplo es el cloruro de metanosulfenilo, CH3SCl . Los cloruros de sulfenilo se obtienen por la adición de cloro a los disulfuros.
{\displaystyle {\ce {R-S-S-R + Cl2 -> 2R-S-Cl}}}
Los ésteres de sulfenato tienen la fórmula RSOR′. Surgen de la reacción de cloruros de sulfenilo con los alcoholes. Los ésteres de sulfenato son intermedios en el reordenamiento de Mislow-Evans de los sulfóxidos de alilo. Las sulfenamidas tienen la fórmula RSNR′2 .